# كارستن كريستنسن
كارستن كريستنسن (بالدنماركية: Carsten Christensen)‏ (28 أغسطس 1986 بالدنمارك - ) هو لاعب كرة قدم دانمركي في مركز حراسة المرمى. لعب مع نادي أوبه وFC Fredericia ‏.

## وصلات خارجية
- كارستن كريستنسن على موقع قاعدة بيانات كرة القدم.إي يو (الإنجليزية)
- كارستن كريستنسن على موقع AS.com (الإسبانية)